# 家族A
『家族A』（かぞくエー）は、1994年10月13日から12月8日に亘って、TBS系列で放送された連続テレビドラマ。毎週木曜22時～。当初は全11回の予定だったが、視聴率が5％前後と低調であったため9回で終了した。

## 概要
新婚の俊平と章子はマイホーム資金を貯めるため、章子の実家に居候して家賃を浮かすことを思いつく。母一人子一人で育ち、よくある大家族ドラマに憧れてきた俊平は、長女の婿として章子の家族と暮らせることが楽しみだった。いよいよ待ちに待った引越しとなり家族全員が勢ぞろいするが、この家族は俊平が夢に描いたドラマのような家族ではなかった・・・。

## キャスト
- 安西俊平：野村宏伸

テレビ雑誌記者。大家族に憧れるが・・
- 安西章子：夏川結衣

俊平の妻。
- 佐山美紀子：浦江アキコ

章子の妹。フリーター。
- 佐山咲子：西尾まり

章子の妹。大学生。
- 木村真由美：河合美智子

新人脚本家。
- 伊集院薫：野村祐人

ヘアデザイナー。美紀子の恋人だったが、最終回で真利花に鞍替えしてしまう。
- 河村宏城：井ノ原快彦
- 朝永真利花：古川リカ

美紀子に友人の様に振る舞うが、伊集院を誘惑。自室に美紀子を呼び出し、シャワー中の伊集院の姿を見せつける等、陰湿な嫌がらせをする。
- 竹山浩：すまけい
- 高梨美津郎：川谷拓三

ドラマのプロデューサー。
- 佐山大吾郎：原田芳雄

章子の父。元捕鯨船乗員で、今は陸勤務の窓際。
- 本間均：中野英雄

フリーカメラマン。俊平の仕事仲間。
- 石坂浩二

## スタッフ
- 脚本：友澤晃一、遠藤察男
- プロデュース：遠藤環、田澤保之
- 演出：森山享、遠藤環、田澤保之

## その他
- 主題歌：栗原良次「青い夜」
- エンディングテーマ：T・Q・C.「普通の日々」

## サブタイトル
| 各話  | 放送日         | サブタイトル     |
| ----- | -------------- | ---------------- |
| 第1話 | 1994年10月13日 | 長女の婿         |
| 第2話 | 1994年10月20日 | 私達の運命       |
| 第3話 | 1994年10月27日 | 夫婦・失格       |
| 第4話 | 1994年11月3日  | 暴露の果て       |
| 第5話 | 1994年11月10日 | 愛ある別離       |
| 第6話 | 1994年11月17日 | 赤い糸の罰       |
| 第7話 | 1994年11月24日 | 盗聴・衝撃の告白 |
| 第8話 | 1994年12月1日  | ひた寄せる悪夢   |
| 第9話 | 1994年12月8日  | 遠い日の想い出に |